# Acanthoscelides bicoloritarsis
Acanthoscelides bicoloritarsis is een keversoort uit de familie bladkevers (Chrysomelidae). De wetenschappelijke naam van de soort werd in 1933 gepubliceerd door Maurice Pic.